# 低温殺菌牛乳

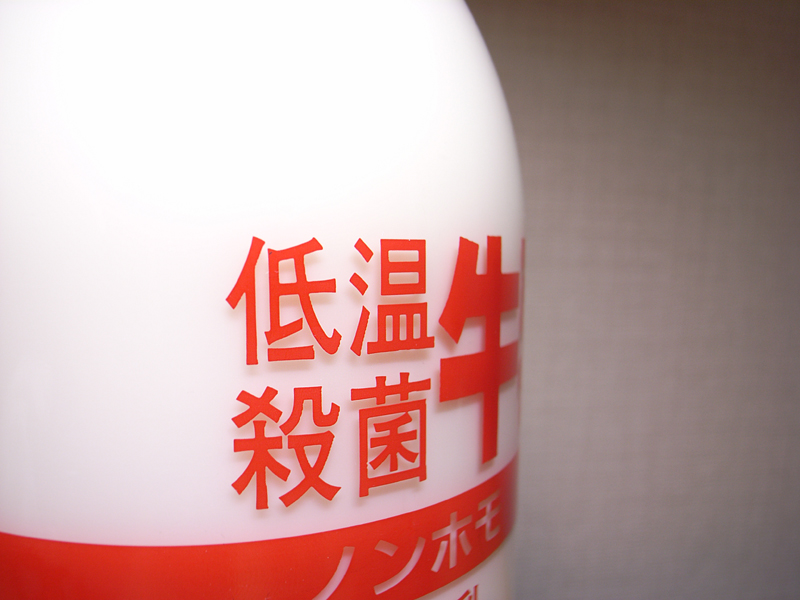

低温殺菌牛乳（ていおんさっきんぎゅうにゅう）とは、牛乳のうち、低温殺菌処理をしたものである。

## 特徴
タンパク質、ビタミン類、カルシウム、不均一な脂肪分などの栄養の成分が豊富に含まれる。

## 処理方法
搾乳前の牛を水洗い、拭き取り等の処置を施したうえ、搾乳機や貯蔵蔵内までを含めた生産設備全体を無菌に保ち搾乳されその後殺菌する。

### 殺菌方法
低温保持殺菌（LTLT法）
摂氏63 - 65度で30分間加熱殺菌する方法（パスチャライズドという。フランスの細菌学者ルイ・パスツールが考案した加熱殺菌法であるパスチャライゼーションが由来）。72度前後で15秒間程度殺菌する方法を含む立場も見られるが、あまり一般的ではない。むしろ、この場合は高温殺菌方法に分類するのが一般的である。
非耐熱性菌は大方死滅するものの、一部は残存するので、一般的な超高温殺菌牛乳よりも、消費期限は短い（5日前後程度）。しかし、タンパク質の熱変性は抑えられるので、牛乳本来の風味をほぼそのまま生かすことができる。
これらの製法は、欧米の市販牛乳の主流であるが、殺菌工程や搾乳方法に手間と時間が掛かるので、どうしても値段が高くなってしまう。
そのうえ、消費期限が短く、食品衛生上生産・輸送・販売のプロセスにおける品質管理に困難があることもあいまって、日本では大手乳業メーカは殆ど手がけておらず（タカナシ乳業、みどり乳業などごく少数）、低温殺菌牛乳は小規模の限定的生産にとどまっている。消費期限の短さとコスト高があいまって、遠方に低温殺菌牛乳を出荷することはまれである。コープデリの宅配で毎週購入が可能となっている。
ただし、家畜のヨーネ病を引き起こす、菌類の一部が生き残る。

## 主な出来事
- 2024年、アメリカ食品医薬品局は、市販の低温殺菌牛乳の中からH5N1型鳥インフルエンザウイルス粒子を見つけたことを発表。ただし、これは低温殺菌の過程で死滅したウイルスの残骸であり、そうした牛乳を飲んだとしても安全性に問題はないとの見方を示した[1]。